# 28th Infantry Division (United States Army)
La  28th Infantry Division ("Keystone") è un'unità dell'Army National Guard ed è la divisione più antica tra quelle attualmente esistenti nelle forze armate statunitensi.